# Proton Mail
Proton Mail（プロトンメール）とは、スイスのProton AGが提供するオープンソースのエンドツーエンド暗号化電子メールサービスである。2014年に提供を開始して以来、2023年4月の時点で1億人以上の利用者がいる。
アメリカ合衆国や欧州連合の権力が及ばず、DPAやDPOなどの強固なプライバシー保護法が存在するスイス連邦で運用されている。
Proton Mailは、利用者同士の電子メールの送受信を自動的にPGPベースの暗号を用いてエンドツーエンドで暗号化することで、安全性を確保している。
2014年に行ったクラウドファンディングで目標額10万ドルに対して約55万ドルの調達に成功している。

## 概要
Proton Mailは欧州原子核研究機構（CERN）の元研究者らが、エドワード・スノーデンによる通信監視プログラム「PRISM」などの監視プログラムの内部告発を受け、自分たちに何ができるかを話し合った結果「オンライン上での市民の自由を保護するため」に開発した電子メールサービス。
Proton Mail（陽子メール）という名称はCERNで陽子を衝突させる実験を行っていたことにちなんで名付けられた。Proton Mailは誰でも簡単に安全な電子メールを利用できるようにすることを目標としている。ソースコードはオープンソースであり、ユーザーが安全性を検証することができる。

## セキュリティとプライバシー

### 暗号化
Proton Mailは暗号化の手法として公開鍵暗号と共通鍵暗号の両方を組み合わせたものを使用している。ユーザーのアカウント登録時にRSA秘密鍵と公開鍵が自動的に生成される。Proton Mailのサーバーは利用者の秘密鍵と公開鍵を保存しているが、その秘密鍵は暗号化されている。復号はクライアント側で行われるので、サーバー側が秘密鍵を知る手段はない。
2015年9月からPGPをネイティブでサポートしている。このため、PGPを利用している非Proton Mailユーザーとのメールを暗号化することが可能となった。
Proton Mail利用者同士のメールは自動的に暗号化され、Proton Mail非利用者に対してメールを送信する場合は平文で送るか、パスワードを設定する事ができる。パスワードを設定した場合、Proton Mail非利用者にはURLが送信され、安全なページ上でメッセージの閲覧と返信が可能となる。
2017年11月にバージョン3.12で連絡先機能を一新し、連絡先情報の名前とメールアドレス以外の電話番号、住所、生年月日などの情報を更に強力に暗号化する「Encrypted Contacts Manager」機能を開始した。
2018年7月からPGPとProton Mail間での送受信に関する機能が強化された。
2019年4月25日、楕円曲線暗号によるメールの暗号化をサポートした。

### 二要素認証
Proton Mailは、以下の二要素認証をサポートしている。
- TOTPアプリ
- U2FまたはFIDO2セキュリティキー

### ドメイン
Proton Mailのアカウント作成時には、@proton.meと@protonmail.comから自由にメールアドレスに使用するドメインを選択できる。Proton Mailで利用できるドメインには他に@protonmail.ch、@pm.me、およびユーザーが追加した独自ドメインがある。

## データセンター
Proton Mailはサードパーティーのサーバーを使わず、すべてのサーバーはスイス国内のローザンヌとアティングハウゼンに設置されている。従ってProton Mailは、スイスの法の下によってのみ運用され、運営元は「スイスの裁判所が出す令状がなければ、利用者の情報は開示しない」とコメントしている。

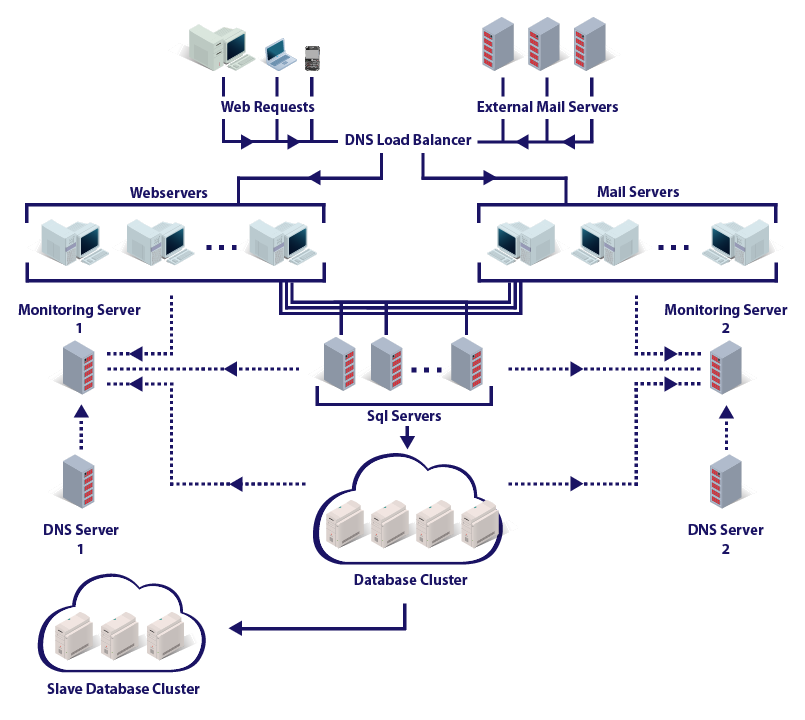
Proton Mailデータセンターの構造

運営元でもメッセージの内容は把握できない。主なサーバーは核攻撃にも耐える地下1キロメートルに設置されている。

## アカウント
Proton Mailは無料で利用できるが制限があり、代金を支払うことで制限を緩くすることができる。無料アカウントの場合、メールの保存容量が1GB、１日あたりの送信制限が150通、1時間あたりの送信制限が50通で受信に制限はない。
また10個のhide-my-emailエイリアスが利用可能であり、一定の条件をクリアする事でドライブ用の容量5GBを得ることが出来る。

## 批判と懸念

### 暗号化の不徹底
Proton Mailはメールヘッダー（メタデータ）のエンドツーエンド暗号化までは行っていないため、サーバーはIPアドレス、送信者および受信者のメールアドレス、電子メールの件名、日付と時刻、電子メールの長さなどを入手できる。Protonは、OpenPGPを利用したProton Mailユーザー以外との暗号化通信を実装し、件名による検索を可能とするため、これらのデータを暗号化していないと主張している。件名を含めメールヘッダーの暗号化も行っているサービスとしてTutaが挙げられる。

### スイス政府による監視
Proton Mailのサーバーはスイスにあるため、スイスの法規制のもとで運用されるし、スイス政府による監視を受ける可能性もある。Martin Steigerというスイスの法律家がブログに、Proton Mailが令状なしで、リアルタイム盗聴に協力しているのではないかと主張し議論が巻き起こった。同ブログでSteigerは、スイスのデータ保護法は絵に描いた餅であって、しかもEUのGDPRより遅れていること、郵便と通信の監視に関するスイス連邦法（BÜPF）は、特に電子メールのプロバイダー、インスタントメッセージング、VPNサービスなどのインターネットサービスを監視できるように2018年3月1日に改訂されたことを指摘した。
Proton Mailは透明性レポートを公開しており、そこでこれまでスイス司法裁判所の要請で行ってきた各種情報提供について開示している。

## 競合
Proton Mailの置かれた状況を鑑みて、セキュリティや匿名性に疑問を感じた人たちによってCTemplarがフォーク、開発された。こちらはより企業のプライバシーを積極的に保護するセーシェルに籍を置きサーバーはアイスランドに置いている。2022年にサービス終了。